# Brycon
Brycon és un gènere de peixos de la família dels caràcids i de l'ordre dels caraciformes.

## Taxonomia
- Brycon alburnus (Günther, 1859)[2]
- Brycon amazonicus (Spix & Agassiz, 1829)[3]
- Brycon argenteus (Meek & Hildebrand, 1913)[4]
- Brycon atrocaudatus (Kner, 1863)[5]
- Brycon behreae (Hildebrand, 1938)[6]
- Brycon bicolor (Pellegrin, 1909)[7]
- Brycon carpophaga (Valenciennes, 1850)
- Brycon cephalus (Günther, 1869)[8]
- Brycon chagrensis (Kner, 1863)[5]
- Brycon coquenani (Steindachner, 1915)[9]
- Brycon coxeyi (Fowler, 1943)[10]
- Brycon dentex (Günther, 1860)[11]
- Brycon devillei (Castelnau, 1855)[12]
- Brycon falcatus (Müller & Troschel, 1844)[13]
- Brycon ferox (Steindachner, 1877)[14]
- Brycon fowleri (Dahl, 1955)[15]
- Brycon gouldingi (Lima, 2004)[16][17]
- Brycon guatemalensis (Regan, 1908)[18]
- Brycon henni (Eigenmann, 1913)[19]
- Brycon hilarii (Valenciennes, 1850)[20]
- Brycon insignis (Steindachner, 1877)[21]
- Brycon labiatus (Steindachner, 1879)[22]
- Brycon medemi (Dahl, 1960)[23]
- Brycon meeki (Eigenmann & Hildebrand, 1918)[24]
- Brycon melanopterus (Cope, 1872)[25]
- Brycon moorei (Steindachner, 1878)[26]
- Brycon nattereri (Günther, 1864)[27]
- Brycon obscurus (Hildebrand, 1938)[6]
- Brycon oligolepis (Regan, 1913)[28]
- Brycon opalinus (Cuvier, 1819)[29]
- Brycon orbignyanus (Valenciennes, 1850)[20]
- Brycon orthotaenia (Günther, 1864)[30]
- Brycon pesu (Müller & Troschel, 1845)[31]
- Brycon petrosus (Meek & Hildebrand, 1913)[4]
- Brycon polylepis (Mosco Morales, 1988)[32]
- Brycon posadae (Fowler, 1945)[33]
- Brycon rubricauda (Steindachner, 1879)[22]
- Brycon sinuensis (Dahl, 1955)
- Brycon stolzmanni (Steindachner, 1879)[34]
- Brycon striatulus (Kner, 1863)[5]
- Brycon unicolor (Mosco Morales, 1988)[32]
- Brycon vermelha (Lima & Castro, 2000)[35]
- Brycon whitei (Myers & Weitzman, 1960)[36][37][38][39][40][41][42][43]